# 有期労働契約
| 雇用形態                           | 万人  |
| ---------------------------------- | ----- |
| 役員                               | 335   |
| 期間の定めのない労働契約           | 3,728 |
| 1年以上の有期契約                  | 451   |
| 1か月～1年未満の有期契約（臨時雇） | 763   |
| 1か月未満の有期契約（日雇い）      | 15    |
| 期間がわからない                   | 239   |

OECD定義による各国の一時雇用者の割合

有期労働契約（ゆうきろうどうけいやく、Fixed-term contract）とは、契約期間の満了日が設定された雇用契約であり、期間の定めのある労働契約（きかんのさだめのあるろうどうけいやく）とも呼ばれる。一時雇用のひとつ。これと対比される概念は期間の定めのない労働契約である。
- 契約社員（有期契約社員）
- アルバイト
- 日雇い - 健康保険法においては2か月以内、雇用保険法においては1か月以内の有期労働契約を指す。
- 任期制の公務員

この契約を締結する場合は、契約期間の満了後における当該契約に係る更新の有無を明示しなければならない。 
各国においては雇用保護規制の対象となっており、契約更新の最大回数もしくは累積月数を規制する国もある。正規労働者の解雇規制が強い国では、一時雇用者の雇入規制も高いという傾向がみられる。

## 国際労働条約
国際労働機関（ILO）の雇用終了条約（第158号）においては、有期労働契約が雇用保護規制の回避を目的として用いられないよう措置を求めている。

## ヨーロッパ
EU諸国においてこの形態の労働契約を結ぶケースは、英国で4.3%、スペインで22.3%、ドイツで11.0%、イタリアで13.4%、フランスでは14.4%であった。

### 欧州連合
欧州連合の有期労働指令においては、第4項1において同一労働同一賃金の義務が定められている。

### イギリス
イギリスの有期労働契約は、期限満了日になると自動的に終了し、雇用主はそれを通知する必要はない。しかし期間が2年を超える場合、雇用主は雇止めを行う理由が存在することを示す義務がある。また早期に中途解約する場合、1週間の事前通知期間を置く必要がある。
また期間が4年を超える場合、事業主が合理的な理由を示さない限り、自動的に期間の定めのない労働契約に転換となる。

## 日本
日本では労働契約法第4章で定められている。
「一定の事業の完了に必要な期間を定めるもの」とは、ダムや大型のビルの建設現場など、工事が完了すればその事業が明らかに消滅する場合。

### 契約の更新と終了
契約期間が終了後、更新について異議を述べないときは、契約は同一条件で自動更新されたと推定される。

#### 契約更新の判断基準の明示
労働条件通知書においては、期間の定めのある労働契約を更新する場合の基準が絶対的明示事項となっている（労働基準法施行規則第5条1項）。モデル通知書では以下のフォーマットとなっている。
- 更新の有無 - 自動的に更新する / 更新する場合があり得る / 契約の更新はしない
- 契約更新の判断基準 - 契約期間満了時の業務量により判断する / 労働者の勤務成績、態度により判断する / 労働者の能力により判断する / 会社の経営状況により判断する / 従事している業務の進捗状況により判断する

#### 満了による雇用終了
使用者の側から有期労働契約を更新しない場合（雇い止め）、有期労働契約が3回以上更新されているか、1年を超えて継続して雇用されている労働者については、30日前までに雇用終了予告が必要である。

#### 契約の中途解約
有期労働契約の中途解約は、民法上はやむを得ない事由があれば可能であるが、「やむを得ない事由があるとき」に該当しない場合は解雇することができないことを特別法である労働契約法によって明らかにしている。
民法上は契約期間が5年を超える場合は上述の限りではないが、特別法である労働基準法により一般の労働契約では原則として3年を超える有期雇用契約は締結できない。
なお労働者側からの解約は、原則として契約から1年を経過していればいつでも可能である。

#### 中途解雇の予告
使用者側から中途解雇を行う際には、期間の定めのない労働契約の場合と同様に、予告期間を30日以上置くか、または日数分の解雇予告手当を労働者に支払う必要がある。しかし、天災事変その他やむを得ない事由のために事業の継続が不可能となった場合（単なる経営破綻では「やむを得ない事由」には該当しない）もしくは懲戒解雇である場合は事前予告・解雇予告手当は不要である。さらに2か月以内の労働契約（日雇い）や試用期間である場合等、事前予告・解雇予告手当を不要とする者が定められている。

### 無期転換
労働契約法改正により、有期労働契約が5年を超える場合、これを期間の定めのない労働契約に転換できる権利を得ることとなった（無期転換申込権）。
なお、以下の労働者は特例規定が制定されている。
- 高収入、かつ高度な専門的知識・技術・経験を持つ有期雇用労働者で、厚生労働大臣から認定を受けた事業主。期間の上限は10年間である（専門的知識等を有する有期雇用労働者等に関する特別措置法）。
- 定年後に、同一の事業主または「高年齢者等の雇用の安定等に関する法律」における特殊関係事業主（いわゆるグループ会社）に引き続き雇用される有期雇用労働者。
- 科学技術に関する研究者又は技術者・研究開発等に係る運営管理に係る業務（専門的な知識及び能力を必要とするものに限る）に従事する者であって研究開発法人又は大学等を設置する者との間で有期労働契約を締結したもの科学技術に関する研究者又は技術者・研究開発等に係る運営管理に係る業務（専門的な知識及び能力を必要とするものに限る）に従事する者であって研究開発法人又は大学等を設置する者との間で有期労働契約を締結したもの。

### 同一労働同一賃金の推進
働き方改革関連法成立により、事業主は正規雇用者との間において不合理な待遇相違を設けてはならず、相違があるときはその理由を説明する義務が課せられた。